# 1925
1925（千九百二十五、一九二五、せんきゅうひゃくにじゅうご）は、自然数また整数において、1924の次で1926の前の数である。

## 性質
- 1925は合成数であり、約数は1, 5, 7, 11, 25, 35, 55, 77, 175, 275, 385, 1925である。
  - 約数の和は2976。
- 1050と1925は3番目の婚約数である。1つ前は (140, 195)、次は (1575, 1648)。(オンライン整数列大辞典の数列 A003502, A003503)
  - 1050の1と自身を除く約数の和は1925であり、1925の1と自身を除く約数の和は1050である。(1050も約数の和は2976)
- 1925 = 52 × 7 × 11
  - 3つの異なる素因数の積で p 2 × q × r の形で表せる166番目の数である。1つ前は1924、次は1926。(オンライン整数列大辞典の数列 A085987)
- 1925 = 53 + 63 + 73 + 83 + 93
  - 5連続立方数の和で表せる数である。1つ前は1260、次は2800。
- 1925 = 452 − 100
  - n = 45 のときの n 2 − 100 の値とみたとき1つ前は1836、次は2016。(オンライン整数列大辞典の数列 A120071)
- 各位の和が17になる127番目の数である。1つ前は1916、次は1934。

## その他 1925 に関連すること
- 西暦1925年
- 1925 (曲) は、冨田悠斗（とみー/T-POCKET）の楽曲。
- 大和ハウス工業の証券コード。